# Otto Feist
Otto Feist (* 18. November 1872 in Eisental bei Bühl; † 3. März 1939 in Karlsruhe) war ein deutscher Bildhauer und Hochschullehrer.

## Leben
Von 1888 bis 1891 studierte Otto Feist an der Kunstgewerbeschule Karlsruhe Bildhauerei und bildende Kunst. Dort lehrte er selbst ab 1898 Holzbildhauerei. 1904 stellte er zwei Statuetten und eine Porträtbüste in Bronze auf der Weltausstellung in St. Louis aus und wurde dafür mit einer silbernen Medaille ausgezeichnet. Über die Vereinigung der Kunstgewerbeschule mit der Kunstakademie zur Landeskunstschule Karlsruhe im Jahr 1920 hinweg setzte er seine Lehrtätigkeit bis 1923 fort und führte zuletzt den Titel eines Professors. Feist war Mitglied im 1920 vom Karlsruher Stadtrat eingesetzten Beirat für Friedhofskunst.

## Werke
Feists Werke befinden sich hauptsächlich in Karlsruhe. Er wurde auch durch die Gestaltung von Grabmälern bekannt.
- 1902: Porträtplakette am Johann-Wenzel-Kalliwoda-Denkmal in Donaueschingen[1]
- 1906: Porträtplaketten am Jubiläumsbrunnen in der Bahnhofanlage in Schwetzingen (Architektur von Karl Hoffacker)[3]
- 1908: Grabmal Dieber auf dem Karlsruher Hauptfriedhof[4]
- 1909: Porträtbüste des Großherzog-Friedrich-Denkmalbrunnens im Stadtgarten in Bühl (Architektur von Karl Hoffacker; 2014 trockengelegt)[5]
- 1912: Grabmal Fels auf dem Karlsruher Hauptfriedhof[4]
- 1913: Porträtplakette am Grabmal des Komponisten Conradin Kreutzer bei der St.-Franziskus-Kirche in Riga[1]
- 1914: Porträtbüste für das Karl-Schnetzler-Denkmal an der Bahnhofstraße in Karlsruhe (Architektur von Wilhelm Vittali; Büste 1943 eingeschmolzen; neue Büste 1952 von Carl Egler)[6]
- 1915: Porträtplakette Hans Fecht am Grabmal der Familie Fecht / Keller auf dem Karlsruher Hauptfriedhof (Mauer 2, Nr. 113; andere jüngere Porträtplaketten von Hermann Volz)[7]
- 1915: Rosengarten-Brunnen, auch Nibelungenbrunnen genannt, im Karlsruher Stadtgarten (1965 in den Durlacher Schlossgarten versetzt)[8]
- 1919: Kindergruppe mit Schwan in der Kaller-Anlage im Karlsruher Stadtgarten (seit 1970 ohne Sockel auf der Insel im Schwanensee)[9]
- um 1919: Grabmal der Familie Zeumer auf dem Karlsruher Hauptfriedhof (Hügel 20, Nr. 103C; unvollständig erhalten)[10]
- 1920: Grabmal für Otto Bütschli auf dem Karlsruher Hauptfriedhof[4]
- 1925: Indianerbrunnen in der Einfriedung der Spedition von Steffelin an der Baumeisterstraße in Karlsruhe[11]
- um 1927: Grabmal für F. S. Meyer auf dem Karlsruher Hauptfriedhof[4]